# Haali Media Splitter
Haali Media Splitter（ハーリメディアスプリッター）は動画・音声フォーマットをスプリット（分離）するためのDirectShowフィルタである。

## 概要
- ファイル名はMatroskaSplitter.exe。

- Windows Media PlayerなどのDirectShow対応メディアプレーヤーでMatroskaやMP4を再生するのに利用されている。

- Windows ムービーメーカーの発行時に、これが常駐しているとフリーズする。

## 対応形式
- AVI
- Matroska
- MP4
- MPEG-2 TS
- Ogg
- Ogg Media
- WebM

## 動作環境
- オペレーティングシステム

Windows 2000 / XP / Vista / 7

## 設定
- OptionsのLanguagesで設定（mkvのみ）

```
二ヶ国語の時はAudio language priorityの設定をjpnにすれば次から音声を日本語で再生
字幕の時はSubtitle language priorityの設定をoffにすれば次から非表示に
Audio and subtitle languagesもjpnに設定
```